# Pagan Altar
Pagan Altar est un groupe de doom metal britannique, originaire de Brockley, South London. Leur premier album, enregistré en 1982, n'est publié officiellement qu'en 1998 alors que le groupe est séparé depuis plus d'une décennie.

## Biographie
Formé en 1978 à Brockley, South London, en Angleterre, par le chanteur Terry Jones et son fils Alan, Pagan Altar sort une démo sur cassette en 1982. Ce sera le seul enregistrement sorti par le groupe avant sa séparation en 1985. Cet album, qui a fait l'objet de plusieurs rééditions pirates, est finalement officiellement publié en 1998 par le label Oracle Records sous le titre Volume 1.
En 2004, Terry Jones, Alan Jones, Marcus Cellad et Trevor Portch relancent le groupe et ré-enregistrent d'anciens morceaux inédits qui constitueront leur second album, Lords of Hypocrisy. L'accueil qu'il reçoit les incite à rapidement en sortir un troisième, Judgement of the Dead.
En 2007, le groupe participe au Keep It True. En 2008, Pagan Altar joue au festival Metal Brew à Mill Hill, avec Cloven Hoof. Les deux groupes joueront aussi au festival British Steel IV au Camden Underworld en 2009. En 2009, le groupe se produit au Doom Shall Rise et au Hammer of Doom, et en 2010 Tom G. Warrior (Triptykon, Celtic Frost) les invite à participer au Roadburn Festival. Pagan Altar revient jouer au festival British Steel V en avril 2011 et festival Live Evil en octobre 2011. En 2012, Pagan Altar commence à travailler sur un nouvel album intitulé Never Quite Dead. En 2013, ils se produisent au Desertfest de Londres et au Maryland Deathfest.
Terry Jones meurt d'un cancer le 15 mai 2015,.
Le groupe continu sa route avec Alan Jones au chant et a participé au Courts Of Chaos Festival le 7 mai 2022 à Plozevet (Finistère) pour leur 1er concert en France.

## Membres

### Membres actuels
- Alan Jones - guitare, chant (1978-1985, depuis 2004)
- Dean Alexander - batterie (depuis 2010)
- William Gallagher - basse (depuis 2012)

### Anciens membres
- Terry Jones - chant (1978-1985, 2004-2015)
- Vince Hempstead - guitare (2011-2013)
- Manny Cooke (Extreme Noise Terror) - basse (2011-2012)
- Luke Hunter - guitare (2009-2011)
- Marcus Cellad - basse (2011-2011)
- Russell McGuire - basse (2010-2011)
- Ian Winters - batterie (2010-2010)
- Diccon Harper - basse (DragonForce, Solstice, Lucifer) - basse (2007-2010)
- Richard M. Walker - guitare (Solstice) - basse (2007-2009)
- Andy Green - batterie (2008-2009)
- Peter Dobbins - batterie (2007-2007)
- Marcus Cellad - batterie (1980-1981, 2004-2007)
- Trevor Portch  - basse (1982-1985, 2004-2006)
- Brian Cobbold  - batterie (1984-1985)
- John Mizrahi  - batterie (1982-1983)
- Gregg  - basse (1982-1982)
- Glenn Robinson  - basse (1978-1982)
- Toby  - batterie (1980-1980)
- Les Moody  - guitare (1978-1980)
- Ivor T. Harper  - basse (1978-1980)
- Ron Neary  - guitare
- Matt Young  - guitare

## Discographie

### Albums studio
- 1998 : Volume 1
- 2004 : Lords of Hypocrisy
- 2005 : Judgement of the Dead
- 2006 : Mythical and Magical
- 2017 : The Room Of Shadows
- 2025 : Never Quiet Dead

### EPs
- 2004 : The Time Lord

### Démo
- 1982 : Pagan Altar